# Интернациональный стиль
Интернациональный стиль — ведущее направление архитектуры и дизайна 1930—1960-х годов, поддержано идеями модернизма. Инициаторами направления были архитекторы, использовавшие принципы функционализма: например, Вальтер Гропиус, Петер Беренс и Ханс Хопп, а также Ле Корбюзье (Франция), Мис ван дер Роэ (Германия — США), Фрэнк Ллойд Райт (США), Якобус Ауд (Нидерланды), Алвар Аалто (Финляндия) и Филип Джонсон (США).

## Термин
Термин «интернациональный стиль» был введен во время выставки «Современная архитектура: интернациональная выставка», организованной в 1932 году в Музее современного искусства в Нью-Йорке (МОМА). Эта экспозиция стала первым архитектурным проектом Музея. Кураторами выставки выступили критик Генри-Рассел Хичкок и выпускник отделения философии Гарвардского университета Филип Джонсон, позднее много работавший как архитектор.
Хичкок и Джонсон обозначили три основных принципа современной архитектуры:
- создание пространства и объёма, а не массы;
- предпочтение баланса, а не симметрии
- исчезновение классических декоративных элементов орнамента.

Цель Хичкока и Джонсона заключалась в определении принципа современной архитектуры и выявлении специфики формирующейся архитектурной традиции. Текст, написанный Хичкоком и Джонсоном к открытию выставки, фактически выполнил функцию манифеста, утверждая границы и систему новой архитектуры. Принцип интернационального стиля предполагал интерес не только к форме, но и к сути, концепции предмета, выявляя форму в качестве квинтэссенции идеи. Термин неоднократно подвергался критике как со стороны архитекторов, так и в среде теоретиков.

## Понятие и определение
Интернациональный стиль — неоднозначный термин, единство и цельность этого направления обманчива. Его формальные черты в различных странах раскрывались по-разному. Несмотря на безусловную общность, интернациональный стиль никогда не был единым явлением. Тем не менее, архитектура интернационального стиля демонстрирует единство подхода и общие принципы: облегчённые конструкции, новые материалы, модульная система, свободный план, каркасная структура, использование простых геометрических форм.
Проблема интернационального стиля — неочевидное решение, к материалу какого типа следует применять этот термин: одновременно это и ключевые памятники XX века (Вилла Савой Ле Корбюзье; Дом над водопадом Райта), и серийная архитектурная продукция своего времени. Здесь уместно говорить об использовании узнаваемых формальных приёмов и создании стандартного архитектурного продукта, а не знаковых объектов.
Интернациональный стиль можно понимать как общий термин, связанный с такими явлениями архитектуры, как брутализм, конструктивизм, функционализм, рационализм.
Близкие по своему характеру явления существовали и в других художественных сферах, например, в графике. Этот феномен получил название Интернационального типографического стиля или Швейцарской графики.

## Архитектура
Эстетика интернационального стиля требовала отказа от национальных культурных особенностей и исторического декора в пользу прямых линий и чистых геометрических форм, лёгких и гладких поверхностей из стекла и металла. Излюбленным материалом архитекторов интернационального стиля стали железобетон, сталь и стекло; в оформлении интерьера ценятся широкие открытые пространства. Интернациональный стиль не скрывал своего утилитарного предназначения и желания экономить на «архитектурных излишествах». Неофициальным девизом движения был предложенный Мисом ван дер Роэ парадокс: The less is more («меньше — значит больше»).
Со второй половины 1940-х годов же интернациональный стиль стал массовым явлением: архитектурный продукт выполнялся с использованием этих принципов. Наиболее известные работы этого времени — геометрически отточенные небоскрёбы Людвига Миса ван дер Роэ, Филипа Джонсона и Бэй Юймина. Ле Корбюзье эволюционировал в сторону тактильного подхода к архитектуре, при котором подчёркивалась грубая структура бетона (так называемый «брутализм»). Интернациональный стиль проник в архитектурно-консервативные страны, где появились свои «поэты железобетона» — Пьер Луиджи Нерви в Италии и Оскар Нимейер в Бразилии.
Отход от принципов интернационального стиля стал заметен в 1950-е годы в работах Ээро Сааринена, а в 1970-е годы интернациональный стиль как архитектурная доктрина был вытеснен формами и концепциями постмодернизма. На советскую архитектуру (в форме советского архитектурного модернизма) принципы интернационального стиля оказывали большое влияние вплоть до распада СССР.
- Фабрика Фагус в Альфельде, Германия. (Вальтер Гропиус и Адольф Мейер, 1911-1912)
- Рабочий посёлок Вайсенхоф (Ауд, 1927)
- Баухаус в Дассау (Гропиус, 1929)
- Фонд Майо в Сен-Поль-де-Ванс, Франция. (Жозеп Льюис Серта, 1959-1964)
- Сигрэм-билдинг (Мис ван дер Роэ и Филип Джонсон, 1958)
- Пляс Виль-Мари (Бэй Юймин, 1962)
- Метлайф-билдинг (Гропиус и др., 1963)
- Здание Министерства автомобильных дорог Грузинской ССР в Тбилиси,  Грузия. (Г. Чахава и З. Джалгания, 1977-1979)

### Европа
В Европе развитие интернационального стиля было связано с движением Де Стиль (Голландия), работами Ле Корбюзье, немецким Веркбундом и деятельностью Баухауза.
Суть интернационального стиля заключалась в использовании новых конструктивных форм, эстетических принципов (в частности, связанных с появлением стекла, бетона и стали), а также в создании новой социальной программы, отражением которой должна была стать архитектура. Представители интернационального стиля считали новую архитектурную систему способом реорганизации и оздоровления социального пространства. Новая индустриальная практика и строительная программа должны были способствовать преобразованию социальной среды. Архитекторы интернационального стиля считали одной из своих целей возможность качественного улучшения жизненных стандартов. Создание новой архитектурной программы было не столько творческой, сколько политической позицией.
Одним из самых заметных проектов интернационального стиля в Европе было строительство квартала Вайсенхоф в Штутгарте в 1927 году. Проект был частью строительной выставки, организованной Немецким Веркбундом. Архитекторов, принимавших участие в выставке, можно назвать ведущими представителями интернационального стиля в Европе, это: Петер Беренс, Ле Корбюзье, Вальтер Гропиус, Март Штам, Бруно Таут.

### США
Развитие интернационального стиля в Америке было связано с деятельностью Луиса Салливана и Фрэнка Ллойда Райта. Их работы обозначили основные направления развития архитектуры. В рамках экспозиции 1932 года («Современная архитектура: интернациональная выставка», МОМА) сооружения Райта не были отнесены собственно к «интернациональному стилю» и рассматривались скорее как его отправная точка.
В годы Второй мировой войны многие европейские архитекторы работали в Америке — это дало дополнительный толчок к развитию и распространению здесь интернационального направления. В частности, благодаря усилиям бывших преподавателей Баухауза — Вальтеру Гропиусу и Марселю Бройеру, преподававшим в Гарвардской школе дизайна, в Америке была сформирована сильная архитектурная традиция.

### Архитекторы
- Алвар Аалто
- Макс Абрамович
- Якобус Ауд
- Луис Барраган
- Макс Билль
- Марсель Бройер
- Роберту Бурле Маркс
- Гордон Буншафт
- Бэй Юймин
- Грегори Варшавчик
- Вальтер Гропиус
- Отто Хеслер
- Брюс Грэм
- Филип Джонсон
- Луис Кан
- Дов Карми
- Оскар Кауфман
- Рихард Кауфман
- Фредерик Джон Кислер
- Ле Корбюзье
- Марио Пани
- Ханнес Майер
- Эрих Мендельсон
- Людвиг Мис ван дер Роэ
- Оскар Нимейер
- Рихард Нойтра
- Фрэнк Ллойд Райт
- Зеэв Рехтер
- Геррит Ритвельд
- Арье Шарон
- Заки Шлуш
- Фазлур Рахман Хан
- Пинхас Хитт
- Чарльз и Рэй Эймс
- Арне Якобсен
- Минору Ямасаки
- Марсель Янко